# Motor de viento de Otjimbingwe
El Motor de viento de Otjimbingwe Fue un monumento industrial en la ciudad de Otjimbingwe .  La torre tenía 20 metros de alto y consistía en un aerogenerador con una estructura de acero, un impulsor de madera con un diámetro de unos diez metros y una cola larga.  El motor de viento se encontraba en el patio de la antigua Wagenbauerei de Eduard Halbich y generaba energía mecánica para accionar las máquinas de un taller.
La torre de la máquina fue construida en 1897 por Gottlieb Redecker por encargo de la familia Halbich. En la década de 1960 se hizo un intento de restaurar el motor y hacerlo funcional de nuevo, pero los costos eran demasiado altos.  El motor de viento en Otjimbingwe fue incluido  en la lista de monumentos nacionales de Namibia el 15 de agosto de 1963. 
Los esfuerzos para la restauración en 2008 encontraron un final abrupto, cuando saqueadores utilizaron la chatarra del hierro de la torre que fue arrasada. 